# Aubinyà
Aubinyà, también Auvinyà y antiguamente Albinyà, es una población de Andorra, perteneciente a la parroquia de San Julián de Loria.
Junto con el pueblo de Juberri forma el cuarto rural (distrito) de Auvinyà.
En 2015 tenía 216 habitantes.
Según Joan Coromines y Manuel Anglada el topónimo Aubinyà proviene de un nombre latino, Albinus. En la documentación más antigua, de época medieval, el nombre aparece escrito Albinyà, y en documentos de la Edad Moderna como Alvinyà.
Es famosa la leyenda de la Dama Blanca de Aubinyà, que simboliza la independencia y las libertades andorranas frente al poder feudal.
En su término se halla la iglesia de San Román Aubinyà.